# 310
310 (CCCX) je bilo navadno leto, ki se je po julijanskem koledarju začelo na nedeljo.

## Dogodki
- 1. januar

## Rojstva
- Ardašir II., enajsti šah iranskega Sasanidskega cesarstva († 383)